# Greta Van Susteren
Greta Conway Van Susteren (* 11. června 1954 Appleton, Wisconsin) je americká novinářka, právnička a bývalá televizní moderátorka televizních stanic CNN, Fox News a NBC News. Na televizním kanále Fox News moderovala 14 let (2002–2016) vlastní pořad On the Record w/ Greta Van Susteren. Poté přešla do MSNBC, kde zhruba 6 měsíců moderovala v roce 2017 pořad For the Record with Greta. Jako bývalá advokátka a obhájkyně se specializací na trestní právo se jako právní analytička objevovala v pořadu CNN Burden of Proof, který také moderovala spolu s Rogerem Cossackem v letech 1994 až 2002, a to tak, že hrála roli obhájkyně a Cossack roli návladního. V roce 2016 se umístila na seznamu časopisu Forbes jako 94. nejmocnější žena světa poté, co se v roce 2015 umístila na 99. místě.
V říjnu 2017 se Van Susteren stala přispěvatelkou rozhlasové stanice Hlas Ameriky.
V únoru 2019 přešla Van Susteren do Gray Television, (což je velká skupina televizních stanic), jako její vedoucí domácí politická analytička ve Washingtonském studiu, ze kterého její komentáře a analýzy budou vysílány na více než 140 stanicích, patřících do sítě Gray Television. Pracuje také na vývoji dvou celonárodně syndikovaných pořadů. V dubnu 2019 Van Susteren a Gray oznámili, že vysílacím časem pro TV show Full Court Press with Greta Van Susteren, kterou začnou vysílat od září 2019, budou nedělní rána. Pořad bude usilovat o to, aby ve státech, v nichž vždy začínají prezidentské kampaně, tedy v Iowě a Jižní Karolíně, získal práva na interview s prezidentskými kandidáty. V plánu je také vyvinout webové stránky a aplikaci, nazvané “Full Court Press-Overtime”, které budou nabízet další obsah a možnost zpětné vazby pro diváky.